# Lahmheit
Als Lahmheit wird umgangssprachlich das Nachziehen eines Beines beim Gehen (Lahmen, Lahmsein) und in der Tiermedizin, speziell der Pferdemedizin eine Störung des Gangbildes von Tieren bezeichnet. 
Im Fall von Überzüchtung kann Lahmheit auch bei Heimtieren als Begleiterscheinung bei Qualzuchten auftreten und gilt beispielsweise im österreichischen Tierschutzrecht als Kriterium dafür, die Zucht, den Erwerb, die Weitergabe und die Ausstellung betroffener Rassen zu untersagen.

## Lahmheit in der Tiermedizin

### Formen
Lahmheiten werden in Stützbein-, Hangbein- und gemischte Lahmheiten unterteilt.
Bei einer Stützbeinlahmheit ist die Belastungsphase der Gliedmaßenbewegung gestört (in der Regel verkürzt). Stützbeinlahmheiten treten meist bei Erkrankungen der unteren Gliedmaßenabschnitte auf, da beim Aufsetzen der Extremität die Druckbelastung auf die erkrankte Struktur zu Schmerzen führt.
Bei einer Hangbeinlahmheit kann die Gliedmaße nicht im normalen Umfang bewegt werden, was sich zumeist in einer verkürzten Schrittlänge äußert. Sie wird eher bei Funktionsstörungen der Muskulatur (einschließlich deren Innervation) beobachtet. Die Ursache ist zumeist oberhalb des Vorderfußwurzel- bzw. Sprunggelenks lokalisiert.
Eine gemischte Lahmheit tritt sowohl in der Schwung- als auch Fußungsphase der Bewegung auf. Die Unterteilung in die beiden anderen Lahmheitsformen ist vor allem für die Lahmheitsdiagnostik bei Pferden von Bedeutung, um eine Eingrenzung der schmerzhaften Region vornehmen zu können, bei Kleintieren treten eher gemischte Formen auf.

### Schweregrade
Lahmheiten werden in 4 Schweregrade unterteilt.
| Schweregrad | Symptome                                          | Synonyme Bezeichnung               |
| ----------- | ------------------------------------------------- | ---------------------------------- |
| Grad 1      | Gangbild kaum gestört                             | undeutliche geringgradige Lahmheit |
| Grad 2      | Gangbild gestört, Gliedmaße stetig belastet       | deutliche geringgradige Lahmheit   |
| Grad 3      | Gangbild gestört, Gliedmaße nicht stetig belastet | mittelgradige Lahmheit             |
| Grad 4      | Gangbild gestört, Gliedmaße wird nicht belastet   | hochgradige Lahmheit               |